# خولیان استبان بلز
خولیان استبان بلز (انگلیسی: Juan Estiven Vélez Upegui؛ زادهٔ ۹ فوریهٔ ۱۹۸۲) یک بازیکن فوتبال اهل کلمبیا است. وی همچنین در تیم ملی فوتبال کلمبیا بازی کرده‌است.
از باشگاه‌هایی که در آن بازی کرده‌است می‌توان به اتلتیکو ناسیونال، باشگاه فوتبال اولسان هیوندای، باشگاه فوتبال ویسل کوبه اشاره کرد.